# سانتریسانت
سانتریسانت (به ولزی: Llantrisant) یک شهرک در ولز است که در روندا کنون تاو واقع شده‌است. سانتریسانت  ۱۵٬۳۱۳ نفر جمعیت دارد.